# North Coast Inland Trail
Der North Coast Inland Trail (NCIT) ist ein Projekt für einen Fernwanderweg, das bereits in einigen Abschnitten realisiert ist. Er soll quer durch den US-Bundesstaat Ohio führen und gegebenenfalls auch nach Pennsylvania und Indiana erweitert werden.
Der NCIT ist ein Mehrzweckweg, auf dem Wandern, Laufen, Radfahren, Inline Skating und im Winter Skilanglauf erlaubt sind. Skateboarden dagegen ist nicht gestattet.
Das Projekt für den Fernwanderweg ist 1992 entstanden. Mehrere Park Districts in Ohio beschlossen, eine Serie von Wanderwegen durch Ohio zu schaffen, die miteinander verbunden werden sollten. Den Namen North Coast Inland Trail erhielt das Projekt von der gemeinnützigen Organisation Firelands Rails to Trails, Inc. im Jahr 2000, weil der Weg über weite Teile entlang einer aufgelassenen, traditionsreichen Bahnstrecke führt.